# Вьельмулен
Вьельмуле́н (фр. Vieilmoulin) — коммуна во Франции, находится в регионе Бургундия. Департамент коммуны — Кот-д’Ор. Входит в состав кантона Сомбернон. Округ коммуны — Дижон.
Код INSEE коммуны — 21679.

## Население
Население коммуны на 2010 год составляло 103 человека.
| 1962 | 1968 | 1975 | 1982 | 1990 | 1999 | 2010 |
| ---- | ---- | ---- | ---- | ---- | ---- | ---- |
| 88   | 98   | 88   | 78   | 69   | 80   | 103  |

## Экономика
В 2010 году среди 58 человек трудоспособного возраста (15—64 лет) 51 были экономически активными, 7 — неактивными (показатель активности — 87,9 %, в 1999 году было 68,4 %). Из 51 активных жителей работали 49 человек (27 мужчин и 22 женщины), безработных было 2 (0 мужчин и 2 женщины). Среди 7 неактивных 0 человек были учениками или студентами, 2 — пенсионерами, 5 были неактивными по другим причинам.